# Schodišťová zeď
Schodišťová zeď je zeď, která vymezuje schodišťový prostor po jeho obvodu. Tato zeď nese schodišťovou konstrukci a zároveň může sloužit i jako zábradlí bránící pádu.